# Proclossiana diluta
Proclossiana diluta är en fjärilsart som beskrevs av Heydemann 1942. Proclossiana diluta ingår i släktet Proclossiana och familjen praktfjärilar. Inga underarter finns listade i Catalogue of Life.